# Lee Nak-yeon
Lee Nak-yeon (del coreano: 이낙연) (Yeonggwang-gun, 5 de diciembre de 1951) es un político surcoreano,  quién fungió como gobernador de la provincia de Jeolla del Sur. Fue nominado por el presidente Moon Jae-in para ser Primer ministro de Corea del Sur y sustituir a Yoo Il-ho, ejerciendo como tal entre 2017 y 2020.